# Molfar
Molfar – w kulturze huculskiej mag i uzdrowiciel, czasami kojarzony z czarownikiem parającym się ziołolecznictwem. Postać Molfara została spopularyzowana przez Mychajła Kociubynskiego w wydanej w 1912 roku powieści Cienie zapomnianych przodków. Ostatnim Karpackim molfarem był Mychajło Neczaj (Михайло Нечай) zamordowany 15 lipca 2011 roku.